# Ulrich Gmelin
Ulrich Wilhelm Oskar Gmelin (* 6. Oktober 1912 in Tübingen; † am 30. Juni 1944 bei Mogiljow) war ein deutscher Historiker, Germanist, nationalsozialistischer Funktionär und SA-Mann. Er war der Bruder des Juristen Hans Gmelin.

## Leben
Als Sohn des Amtsgerichtsdirektors Oskar Gmelin und seiner Ehefrau Martha Gauger besuchte er in Tübingen von Herbst 1919 bis Ostern 1931 eine Vorschule und ein Humanistisches Gymnasium. Danach nahm er ein Studium der Germanistik, der Geschichte, der klassischen Philologie sowie in Latein auf. Zuerst studierte er vier Semester in Tübingen und anschließend sechs Semester in Berlin von 1931 bis 1936. Schon im ersten Studienjahr wurde er Mitglied in der burschenschaftlichen Verbindung Normannia Tübingen. Ein Jahr danach nahm er die Position eines Zugführers der Hochschulgruppe des Stahlhelm ein. Am 15. Oktober 1933 trat er der SA bei. Am Historischen Seminar in Berlin war er von 1934 bis 1937 als Assistent tätig. Zum 1. Mai 1937 trat er der NSDAP bei (Mitgliedsnummer 3.972.654).
In den Jahren 1935/36 und 1937/38 ging er in den jeweiligen Reichsberufswettkämpfen als sogenannter Reichssieger hervor. Im Oktober 1936 erlangte er in Berlin die Promotion zum Dr. phil. mit der Arbeit Auctoritas. Römischer Princeps und päpstlicher Primat. Die Referenten zu dieser Arbeit waren Erich Caspar und nach dessen Tod Robert Holtzmann. Ferner konnte ihm der Althistoriker Wilhelm Weber Hinweise zu dem Thema gaben. Noch 80 Jahre nach der Veröffentlichung der Arbeit nannte der Mediävist Harald Müller sie hinsichtlich der Erforschung der historischen Verwendung des Begriffs auctoritas „grundlegend“.
Im Jahre 1937 kehrte Gmelin an die Universität Tübingen zurück und war dort bis 1939 am historischen Seminar der Universität tätig. Durch Befürwortung des Reichsstudentenführers Gustav Adolf Scheel wurde er 1938 zum Beauftragten für Vorstudienausbildung ernannt. Damit war er auch ab dem 1. September 1938 Leiter des Langemarck-Studiums. Im Jahr 1939 wurde Gmelin zum z. V.-Führer der Obersten SA-Führung (OSAF) ernannt.
1940 wurde er mit der Leitung des Verbindungsamtes der Reichsstudentenführung betraut. Gleichzeitig betätigte er sich im Erziehungsamt der Obersten SA-Führung. Ab April 1941 wurde er im Amt Wissenschaft im Reichsministerium für Wissenschaft, Erziehung und Volksbildung nebenamtlicher Referent. Auch in dieser Position nahm er Aufgaben für das Langemarck-Studium wahr. Im Mai 1941 erfolgte seine Ernennung zum Vertreter des Reichsstudentenführers im Kriege. Damit war auch eine Stellung als Reichsamtsleiter verbunden.
Im August 1943 wurde er zur Wehrmacht eingezogen und in den besetzten Gebieten der Sowjetunion eingesetzt. Am 30. Juni 1944 kam er als Oberfähnrich in der Nähe der Stadt Mogiljow (heute Belarus) zu Tode.

## Schriften
- Auctoritas. Römischer Princeps und päpstlicher Primat. Stuttgart 1936.
- Römische Herrscheridee und päpstliche Autorität. Stuttgart 1937.
- Geistige Grundlagen römischer Kirchenpolitik. Stuttgart 1937.
- Papsttum und Germanenwelt im frühen Mittelalter: Anspruch und Methode des heiligen Petrus. 1937/1938 Tübingen (Arbeit im Reichsberufswettkampf der deutschen Studenten 1937/38 der Universität Tübingen, Fachgruppe Kulturwissenschaften, Fachabteilung Geschichte).
- Die Entstehung der Idee des Papsttums. In: Deutsches Archiv für  Geschichte des Mittelalters, 2 (1938), S. 509.
- Das Langemark-Studium der Reichsstudentenführung. München 1939.
- Begabtenförderung durch Langemarck-Studium. In: Der Altherrenbund, 3. Jahrgang 1940/41, Folge 7/8 (Januar / Februar).
- Das Langemarck-Studium der Reichsstudentenführung: Berichte aus der Arbeit im Kriege mit Hans Bernhard von Grünberg, Dresden 1941.
- Das Recht auf Lebensraum. Prag 1944 (Unterlagen für die weltanschauliche Erziehung in der SA-Standarte Feldherrnhalle).
- Staat und Volksgenosse. Prag 1944 (Unterlagen für die weltanschauliche Erziehung in der SA-Standarte Feldherrnhalle).
- Grossdeutschland, das Reich aller Deutschen. Prag 1944 (Unterlagen für die weltanschauliche Erziehung in der SA-Standarte Feldherrnhalle).
- Das Recht auf Bildung im völkischen Sozialstaat. Prag 1944 (Unterlagen für die weltanschauliche Erziehung in der SA-Standarte Feldherrnhalle).
- Verzeichnis der Schriften Erich Caspars. In: Erich Ludwig Eduard Caspar, Das Papsttum unter fränkischer Herrschaft, 1956, S. 180.

## Mitgliedschaft
- 1934 Nationalsozialistischer Deutscher Dozentenbund (NSDDB)
- 1936 Nationalsozialistischer Deutscher Studentenbund (NSDStB)
- 1936 Nationalsozialistische Volkswohlfahrt (NSV)
- 1936 Deutsche Arbeitsfront (DAF)
- 1937 Nationalsozialistischer Altherrenbund der Deutschen Studenten (Nr. 5725)

## Dienstgrade in der SA
- 1938 SA-Sturmführer
- 1939 SA-Obersturmführer
- 1940 SA-Hauptsturmführer
- 1941 SA-Sturmbannführer
- 1942 SA-Obersturmbannführer
- 1943 SA-Standartenführer